# 皆藤空良
皆藤 空良（かいとう そら、2003年5月20日 - ）は、日本の俳優。
埼玉県出身。ホリプロデジタルエンターテインメント所属。

## 概略
2022年3月、ホリプロ次世代俳優発掘オーディション「ホリプロ☆ネクスト by 美少女図鑑」のファイナリスト8名に選出。
2022年4月よりホリプロデジタルエンターテインメントに所属した。
2022年6月7日に放送された「踊る！さんま御殿！！オール埼玉祭り！今夜限りの埼玉御殿！！SP」に熊谷市代表で出演し、地上波デビューを果たす。
2022年9月15日よりBunkamuraシアターコクーンで上演された「血の婚礼」で主人公の友人役に大抜擢され、舞台初出演。本格的に俳優活動を開始。
2023年7月4日（予定）〜放送のテレビ朝日「シッコウ‼︎〜犬と私と執行官」で連続ドラマの初レギュラー出演を果たすことが決定した。

## 人物
特技はサッカー、読書。

## 出演

### テレビドラマ
- シッコウ!!〜犬と私と執行官〜（2023年7月4日 - 、テレビ朝日） - 奈良井司 役
- 君となら恋をしてみても（2023年10月6日 - 、毎日放送） - 瀬戸雅也 役
- マルス-ゼロの革命-（2024年1月23日 - 、テレビ朝日） - 伊本岳 役
- ギークス〜警察署の変人たち〜 第2話（2024年7月11日、フジテレビ） - 木村友司 役[1]
- モンスター 第4話（2024年11月4日、関西テレビ・フジテレビ系） - 高島雄介 役[2]

### バラエティ
- 踊る!さんま御殿!!（2022年6月7日、日本テレビ）[3]

### 舞台
- 血の婚礼（2022年9月15日 - 10月2日、Bunkamura シアターコクーン / 10月15日・16日、梅田芸術劇場 シアター・ドラマシティ） - 花婿の友人・若者 役[4][5]
- ロミオとジュリエット（2023年9月 - 10月公演、有楽町よみうりホール 他）  - グレゴリー、僧ジョン、夜警 役[6]
- ぼくらの七日間戦争2025（2025年8月24日 - 11月9日〈予定〉、東京建物 Brillia HALL 他） - 秋元尚也 役[7]

### MV
- Dannie May「たぶん、80年」 - 主人公 レオ役（2022年）[8]

### イベント
- Kuu Presents SAPPORO COLLECTION2022 SPRING/SUMMER（2022年5月29日、札幌コンベンションセンター）[9][10]